# 裸茎条果芥
裸茎条果芥（学名：Parrya nudicaulis）为十字花科条果芥属下的一个种。

## 扩展阅读
- 維基物種上的相關：裸茎条果芥